# Eutoea ditrota
Eutoea ditrota är en fjärilsart som beskrevs av Edward Meyrick 1897. Eutoea ditrota ingår i släktet Eutoea och familjen mätare. Inga underarter finns listade i Catalogue of Life.